# جستجو برای آتش (فیلم)
جستجو برای آتش یا دَر جُستُجویِ آتَش (به انگلیسی: Quest for Fire) فیلمی فرآوردەی سال ۱۹۸۱ و به کارگردانی ژان-ژاک آنو است. در این فیلم، بازیگرانی همچون اورت مک‌گیل، را داون چونگ، ران پرلمن، نیکولاس کدی انجام نقش کرده‌اند.

## داستان
در دنیای پیش‌ازتاریخ، یک دودمان کرو-ماگنون به یک سرچشمەی همیشەسوزان آتش، پشت بسته است که سرانجام، خاموش می‌شود. با نداشتن دانش بسنده برای روشن کردن آتشی نو، آن دودمان، سه جنگ‌جو را برای جستجوی آتش، گسیل می‌کند.
با در خطر بودنِ آیندەی آن دودمان، جنگ‌جویان، راه خود را در میان سرزمینی پرخطر، از دودمان‌های ستیزەگر و درندەهای دیومانند، باز می‌کنند. در زمان سفرشان، آنها با زنی به نام (ایکا)، آشنا می‌شوند که دارای آن دانشی است که آنها در جستجوی‌اش هستند.